# Diogo da Silva (1511-1556)
Diogo da Silva (1511 - Lagos, 20 de Setembro de 1556) foi alcaide-mór de Lagos e comendador da Messejana na Ordem de São Tiago, e que não chegou a herdar a Casa de Vagos de seus pais, apesar de ser seu filho varão, porque eles lhe sobreviveram.
Depois de servir com honra no Norte de África, desempenhou a melindrosa missão de embaixador ao Concilio de Trento, segunda abertura em 1551. Em 28 de Abril de 1552 assistiu a uma sessão solene do Concilio A credencial d'El-Rei, passada em Almeirim a 29 de Setembro, nomeia Diogo da Silva, em primeiro lugar, como embaixador.
Tendo regressado ao reino, faleceu a 20 de Setembro de 1556, na sua vila de Lagos, {Algarve) que estava fortificando por ordem d'El-Rei.

## Dados genealógicos
Filho de João da Silva, 6º senhor de Vagos casado com D. Joana de Castro, filha de D. Diogo Pereira, e de D. Beatriz de Castro.
Casado com D. Antónia de Vilhena, ao ficar viúva mandou edificar um imponente túmulo para ambos que se pode ver no Mosteiro de São Marcos de Coimbra. Era filha de D. Diogo Lobo da Silveira, 2.º barão de Alvito, senhor das vilas de Aguiar, Oriola, Vila Nova, entre outras, e de D. Leonor de Vilhena, sua segunda mulher e irmã de D. Luís da Silveira, 1.º conde da Sortelha.
Seus filhos foram :
- Lourenço da Silva, 7.º Senhor de Vagos e regedor das Justiças, morto em Alcácer-Quebir. Casou com D. Inês de Castro, irmã de seu cunhado
- Luís da Silva, «o Donzel», valido de D. Sebastião;
- Fernando da Silva, «o Rico Feitio», Cónego da Sé de Lisboa;
- Pedro da Silva, capitão geral de Tanger;
- André da Silva, que morreu em Alcacer-Quebir;
- Tomé da Silva, morto na mesma batalha;
- Bartolomeu da Silva, morto na mesma jornada;
- D. Leonor da Silva, casada com D. Duarte de- Menezes, 3.º conde de Tarouca[1] e vice-Rei da Índia;
- D. Joana da Silva;
- D. Ana da Silva